# Herdla
Herdla is een klein eiland in de Noorse gemeente Askøy in Vestland. Het is ruim 1,5 km 2 en het ligt direct ten noorden van het hoofdeiland van de gemeente. Het is met een brug met dat eiland verbonden. Samen met een kleine 2.000 omliggende eilandjes, holmen en scheren vormde Herdla tot 1964 een zelfstandige gemeente.
Op het eiland woonde bij het opheffen van de zelfstandige gemeente nog bijna 5.000 mensen. Tegenwoordig zijn dat er nog iets meer dan 100.
Het eiland is bekend vanwege het grote aantal vogelsoorten dat er voorkomt. Een deel van het eiland is beschermd als natuurreservaat.

## Kerk

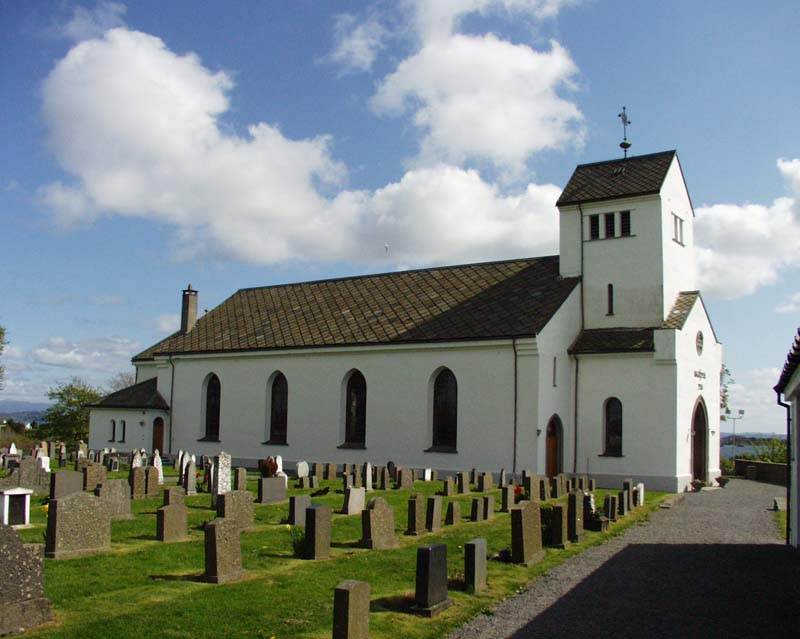

Het eiland heeft een stenen kerk die gebouwd werd in 1863. Het gebouw dat plaats biedt aan 600 mensen is een beschermd monument. Tijdens de Tweede Wereldoorlog werd het zwaar beschadigd omdat de toren door de Duitsers werd opgeblazen. De toren zou als baken kunnen dienen voor Britse bommenwerpers.
De huidige kerk is een opvolger van de eerste kerk die als Sint-Nicolaaskerk genoemd wordt in een oorkonde uit 1146. Die kerk was gesticht vanuit een klooster in Bergen.